# Паніхіни
Пані́хіни (рос. Панихины) — присілок у складі Шабалінського району Кіровської області, Росія. Входить до складу Гостовського сільського поселення.
Населення становить 23 особи (2010, 54 у 2002).
Національний склад станом на 2002 рік — росіяни 98 %.